# Bjäresjö, Skåne
Bjäresjö är en sjö i Ystads kommun i Skåne och ingår i Nybroån-Sege ås kustområde.